# Michael Rumrich
Michael Rumrich (* 1. Juli 1965 in Markt Indersdorf) ist ein ehemaliger deutscher Eishockeyspieler.

## Karriere
Erste Erfahrungen im Senioreneishockey sammelte Rumrich in der Oberliga-Saison 1983/84 beim TEV Miesbach. Danach wechselte er für je ein Jahr in die 2. Eishockey-Bundesliga zum EC Bad Tölz und zum Berliner SC Preussen. Zwar machte der linksschießende Flügelstürmer bereits in dieser Zeit auf sich aufmerksam, doch sein Durchbruch gelang ihm erst mit seinem zweiten Engagement in Miesbach von 1986 bis 1988. Dabei überzeugte er in der Oberliga durch seinen Einsatz und seine Defensivstärke. Zur Spielzeit 1988/89 erhielt er einen Vertrag beim EHC Freiburg in der Eishockey-Bundesliga. Nachdem er sich in der Liga etabliert und zweimal mit den Breisgauern den Klassenerhalt erreicht hatte, wechselte er zum Ligakonkurrenten Eintracht Frankfurt. Dort gelang ihm mit dem Team zwar die Qualifikation für die Play-offs, jedoch zog sich der Verein nach der Spielzeit aus der Bundesliga zurück, und Rumrich unterschrieb erneut einen Vertrag beim BSC Preussen. Bis 1994 spielte er beim Berliner Club, mit dem er stets das Halbfinale der Endrunde erreichte.
Nach Gründung der DEL wechselte Rumrich zu den Kölner Haien. Mit dem KEC feierte er den größten Erfolg seiner Karriere, als er 1995 mit dem Team die deutsche Meisterschaft gewann. Ein Jahr später erreichte er mit den Haien erneut das Finale, wo man jedoch unterlag. Zur Saison 1996/97 entschloss sich der Stürmer zu einem Wechsel in die Österreichische Bundesliga zum EC Kapfenberg. Dort spielte er nicht ganz zwei Jahre, ehe er in der Saison 1997/98 nach Deutschland zurück zum ESC Moskitos Essen wechselte. 1999 vollzog er einen erneuten Vereinswechsel zum Heilbronner EC, wo er nach zwei weiteren Jahren in der 2. Liga 2001 seine Karriere beendete.
Rumrich, der von seinen Kollegen den Spitznamen Much erhielt, bestritt in seiner Karriere 341 Erstliga-Spiele. Dabei markierte er 103 Tore und gab 137 Vorlagen (240 Scorerpunkte). 306 Minuten saß er auf der Strafbank. Zudem hatte er 74 Einsätze bei offiziellen Länderspielen. Er nahm mit der Nationalmannschaft an den Weltmeisterschaften zwischen 1991 und 1994 sowie den Olympischen Spielen 1992 in Albertville und 1994 in Lillehammer teil.
Sein jüngerer Bruder Jürgen war ebenfalls Eishockeyspieler und spielte zum Teil mit ihm gemeinsam in Freiburg und Berlin sowie in der Nationalmannschaft.
Bis August 2011 arbeitete er im Vorstand und Management beim Baden-Württembergligisten Eisbären Heilbronn. Zwischen 2011 und 2015 war er als Manager beim West-Oberligisten ESC Moskitos Essen angestellt, anschließend für ein Jahr als kaufmännischer Leiter beim EHC Bayreuth.
In der Saison 2016–17 war er als Sportdirektor beim Süd-Oberligisten EHV Schönheide 09 tätig, der nach Abschluss der Saison einen Insolvenzantrag stellte.